# Het proces Begeer
Het proces Begeer is een Nederlandse stomme film uit 1918 onder regie van Theo Frenkel sr..

## Inhoud
Jan Bolkestein, Willem Veltman en Henri Klopper zijn drie criminelen die een overval op het diamantbedrijf van de firma Begeer in Amsterdam voorbereiden. Ze plegen deze roof in de nacht van 29 op 30 april 1917. Het loopt echter uit de hand en voordat ze het weten, worden ze gevolgd door de politie. Jans vriendin Marie weet niet van zijn illegale praktijken en accepteert dan ook zijn huwelijksaanzoek. Uiteindelijk worden de daders opgepakt en krijgen een gevangenisstraf van zes jaar opgelegd.

## Rolbezetting
| Acteur                 | Personage                         |
| ---------------------- | --------------------------------- |
| Jacques Sluyters       | Jan Bolkestein                    |
| Coen Hissink           | Willem Veltman                    |
| Johannes Langenaken    | Henri Klopper                     |
| Chris de la Mar        | Jan Hulsman                       |
| Willy Bruns            | Marie Bruns                       |
| Annie Wesling          | Toos                              |
| Anna Langenaken-Kemper | Jans moeder                       |
| Hendrik Kammemeijer    |                                   |
| Eberhard Erfmann       |                                   |
| Johan Valk             |                                   |
| Sylvain Poons          | Volkstype met pet in een danshuis |
| Piet Köhler            |                                   |
| Frits Engels           |                                   |
| Willem Kremer          |                                   |
| Willem van der Hout    |                                   |
| Maurits Parser         |                                   |

## Achtergrond
De film is gebaseerd op een waargebeurd verhaal en was dan ook de eerste in het genre 'gespeelde documentaire'. De namen van de personages zijn ook daadwerkelijk de namen van de daders. Er wordt vermoed dat de film verloren is gegaan.